# Iepurești (gmina)
Iepurești – gmina w Rumunii, w okręgu Giurgiu. Obejmuje miejscowości Bănești, Chirculești, Gorneni, Iepurești, Stâlpu i Valter Mărăcineanu. W 2011 roku liczyła 2225 mieszkańców. 